# Ivesia pygmaea
Ivesia pygmaea är en rosväxtart som beskrevs av Samuel Frederick Gray. Ivesia pygmaea ingår i släktet Ivesia och familjen rosväxter. Inga underarter finns listade i Catalogue of Life.